# Pallenopsis angusta
Pallenopsis angusta is een zeespin uit de familie Pallenopsidae. De soort behoort tot het geslacht Pallenopsis. Pallenopsis angusta werd in 1991 voor het eerst wetenschappelijk beschreven door Stock. 